# Movilița (okręg Bacău)
Movilița – wieś w Rumunii, w okręgu Bacău, w gminie Răchitoasa. W 2011 roku liczyła 129 mieszkańców.